# 1631

## Esdeveniments
Països Catalans
Món
- 30 de maig - Castell de Fontainebleau (Regne de França): es signà el Tractat de Fontainebleau de 1631 entre Maximilià I de Baviera i el Cardenal Richelieu.
- Massacre a Magdeburg durant la Guerra dels Trenta Anys

## Naixements
Països Catalans
Món
- 14 de desembre, Londres: Anne Conway, filòsofa anglesa (m. 1679).[1]

- Hamoir (Principat de Stavelot-Malmedy) - Jean Del Cour, escultor

## Necrològiques
Països Catalans
Món
- 17 de juny, Burhanpur (Índia): Mumtaz Mahal, a qui està dedicat el Taj Mahal (n. 1593).[2]